# Pravno pravilo
Pravno pravilo ili pravna norma u pravnoj znanosti različito se definira. Riječ norma potječe iz latinskoga jezika i označava pravilo ili mjeru. Otuda, pravna norma ili pravno pravilo označava jedno te isto.  pravnik i jedan od najvećih pravnika 20. stoljeća, Hans Kelsen, smatra da je pojam pravnog pravila središnji pojam pravne znanosti. Pravo je društvena norma, nastalo u društvu i poteklo iz njegova razvoja, tako što se ponašanje ljudi i formiranje njihovih uzajamnih odnosa regulira (usmjerava i upravlja) određenim pravilima. Pravo nije jedina ili najstarija društvena norma. Postoje starije norme u društvu poput religijskih običaja, morala, pravila pristojnosti, itd.
Govoreći o bitnim svojstvima pravne norme, teba napomenuti da za pravnu normu nije bitan njen sadržaj niti oblik, a niti činjenica koliko će pravilo dugo biti na snazi. Za normu su bitne samo dvije činjenice. Prva je vezanost za državu, a druga je njena efikasnost. Pravna norma proistječe iz državne organizacije, država putem svojih tijela stvara pravne norme, neposredno ili posredno.

## Struktura pravne norme
Najuobičajenije je opću pravnu normu strukturirati trodjelno, na hipotezu, dispoziciju i sankciju.  Premda ova je podjela problematična i sa stajališta lingvistike i same logike. (Premda, ova je podjela na tri dijela, karakteristična samo za opće pravne norme.) Prihvatili se trodjelna struktura pravne norme, objašnjenje bi izgledalo ovako:
- hipoteza je dio pravne norme u kojoj se predviđa i opisuje neki događaj ili ponašanje uz koje se vezuju dispozicija i sankcija;
- dispozicija je najvažniji i središnji dio pravne norme, ona izražava zahtjev po kojemu se adresati moraju ili smiju ponašati.
- sankcija je dio pravne norme koji navodi prisilu, koju će državna tijela provesti prema adresatima koji ne postupe kako nalaže dispozicija pravne norme.

## Podjela pravnih normi
Pravne norme se mogu podijeliti na različite načine, ovisno o aspektu s kojega im pristupamo. Tako pravna norma s obzirom na adresate može biti:
- opća - koja se upućuje svim građanima,
- posebna - koja se upućuje samo grupi građana, ili
- pojedinačna - koja se upućuje nekom pojedincu ili nekom broju pojedinaca, ali je karakteristično da rješava neki pojedinačni slučaj.

S obzirom na teritorijalno važenje, pravne norme se svrstavaju obzirom na to vrijede li na cjelokupnom državnom području ili pak na dijelu državnog područja neke države.
Pravne norme s obzirom na vremensko važenje se dijele prema kriteriju od kada pojedino pravno pravilo vrijedi odnosno do kada ono vrijedi.
S obzirom na svoj sastav, pravna norma može biti:
- ovlaštenje,
- zabrana, ili
- zapovijed.

S obzirom na intenzitet, pravno pravilo može biti kategoričko ili disjunktivno.

## Oblici normativnog izražavanja
Gledajući oblike normativnog izražavanja, suvremene države svoje norme upućuju adresatima u različitim oblicima. Dva su temeljna oblika: usmeni i pismeni, a među pismenim oblicima, podoblici ili podvarijante su: rečenično, formulom, grafikonom ili znakom.

## Tumačenje pravnih normi
S obzirom na to da su pravne norme izražene kao rečenice koje se često mogu razumjeti na više načina, primjenjuju se na njihovo tumačenje metode tzv. egzegeze, slično kao što je to slučaj s tumačenjem drugih tekstova.